# Abies densa
Abies densa ist eine Pflanzenart aus der Gattung der Tannen (Abies) in der Familie der Kieferngewächse (Pinaceae). Sie kommt in den Gebirgen Südasiens vor.

## Beschreibung

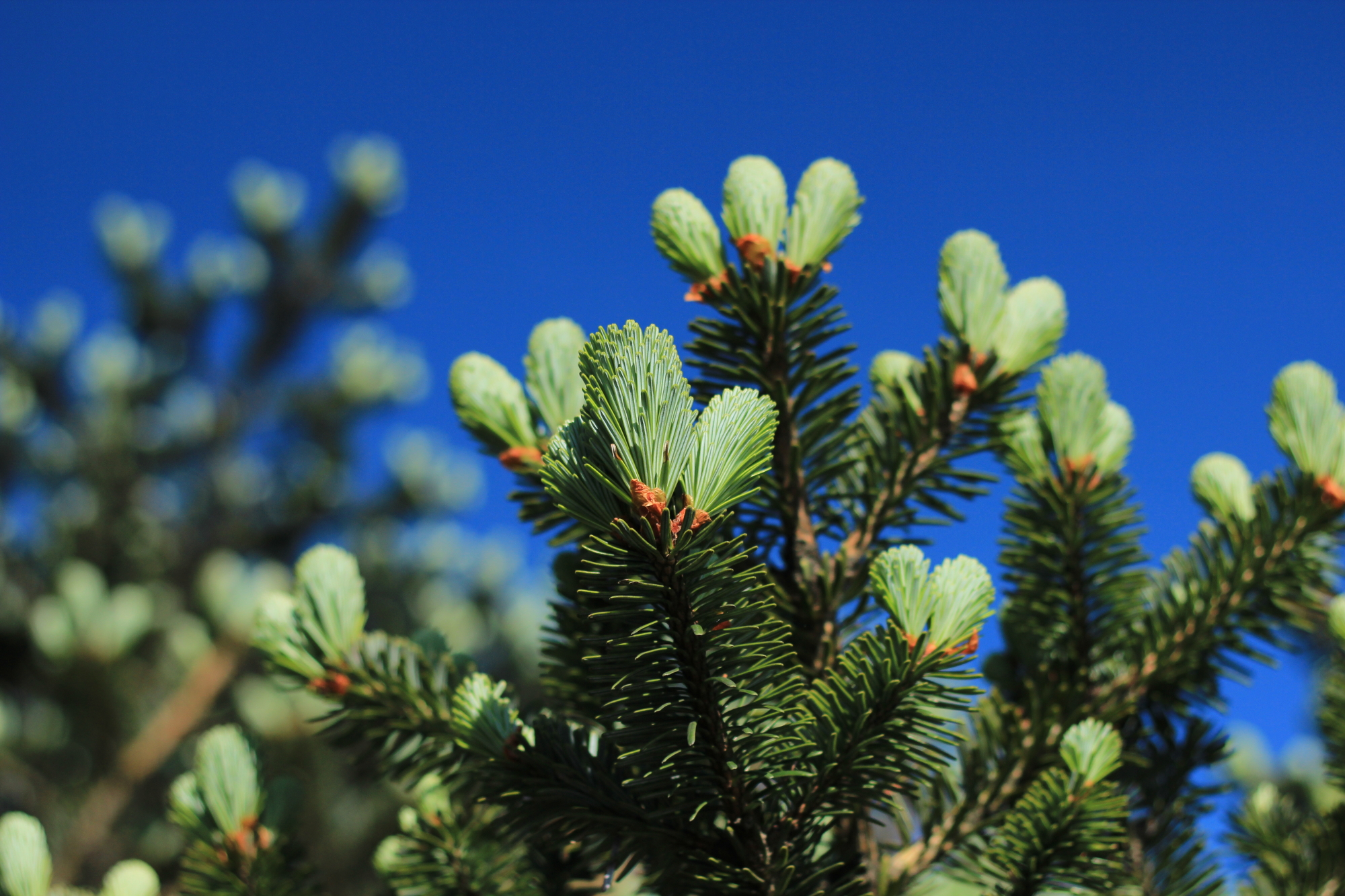
Abies densa in Sikkim

Abies densa wächst als immergrüner Baum der Wuchshöhen von bis zu 60 Metern und Brusthöhendurchmesser von bis zu 250 Zentimeter erreichen kann. Der Stamm ist gerade und endet in einer pyramiden- bis säulenförmigen Krone, die mit zunehmendem Alter abflacht. Die graue Borke von jungen Bäumen ist schuppig und reißt später in grobe Platten auf. Junge Zweige haben eine gelblich- bis rötlichbraune Rinde, die mit der Zeit gräulich und zerfurcht wird. In den Furchen der Rinde tritt gelegentlich eine spärliche Behaarung auf.
Die geraden Nadeln werden 1,5 bis 5 Zentimeter lang und 1,5 bis 2,5 Millimeter breit. Schattennadeln stehen mehr oder weniger kammförmig an den Zweigen. An der Nadelunterseite findet man zwei Stomatabänder.
Die seitlich an den Zweigen stehenden männlichen Blütenzapfen werden 2 bis 4,5 Zentimeter groß. Sie sind gelblich gefärbt und haben purpurblaue Mikrosporophylle. Die aufrecht stehenden und gestielten Zapfen sind zylindrisch geformt. Sie werden zwischen 8 und 12 Zentimeter lang und 4 bis 5,5 Zentimeter dick. Anfangs sind sie purpurblau, zur Reife hin dunkel purpur gefärbt. Wenn sie die Samen entlassen, sind sie braun gefärbt. Die Samen werden rund 8 Millimeter lang und 4 Millimeter breit. Jeder Samen besitzt einen rund 10 Millimeter langen und 5 Millimeter breiten, braunen Flügel.

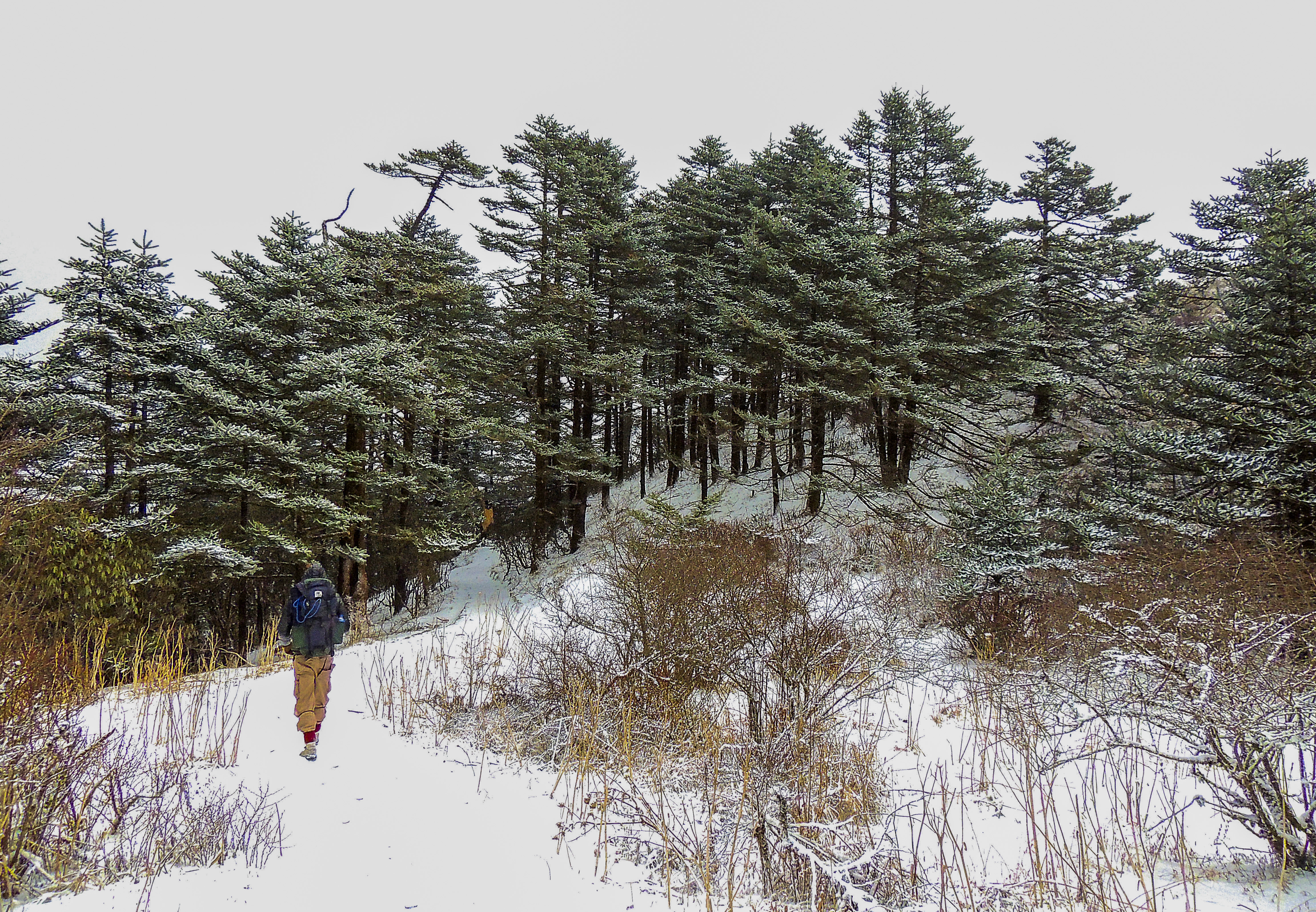
Abies densa

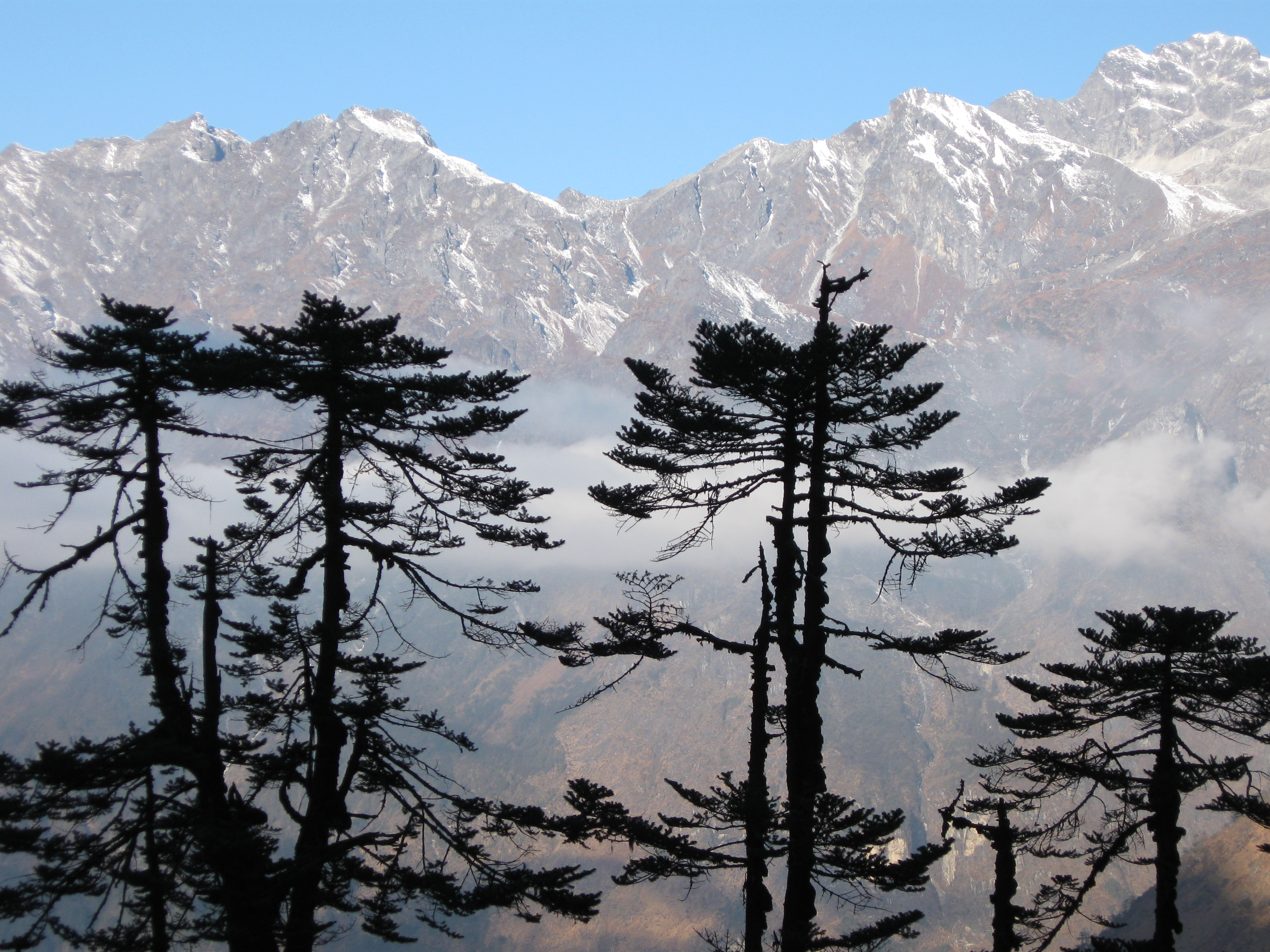
Abies densa

## Verbreitung und Standort
Das natürliche Verbreitungsgebiet von Abies densa umfasst die Gebirge Ost-Nepals, Bhutans, der indischen Bundesstaaten Assam und Sikkim sowie des Autonomen Gebietes Tibet.
Das Klima ist durch den Monsun geprägt und deshalb sehr feucht. Die jährliche Niederschlagsmenge beträgt meist mehr als 2000 Millimeter. Die Sommer sind feucht-warm und die Winter kalt und schneereich. Abies densa wächst in Nebelwäldern in Höhenlagen von 2450 bis 4000 Metern als über das Kronendach ragender Emergent.
Abies densa bildet in niedrigeren Lagen Mischbestände mit dem Geschwänzten Ahorn (Acer caudatum), Acer pectinatum sowie mit verschiedenen Arten der Gattungen Prunus, der Mehlbeeren (Sorbus) und der Rhododendren (Rhododendron). An Standorten über 3000 Meter Seehöhe treten zudem die Sikkim-Fichte (Picea spinulosa) und die Himalaya-Hemlocktanne (Tsuga dumosa) als Mischbaumarten auf. Nahe an der Baumgrenze vergesellschaftet sich Abies densa häufig mit der Himalaya-Birke (Betula utilis), mit der Sikkim-Lärche (Larix griffithii) und mit Juniperus squamata.

## Systematik
Abies densa wird innerhalb der Gattung der Tannen (Abies) der Sektion Pseudopicea und der Untersektion Delavayianae zugeordnet. Die Erstbeschreibung von William Griffith wurde nach seinem Tod 1854 in Notulae ad Plantas Asiaticas. Teil 4 veröffentlicht. Gelegentlich wird die Art Delavays Tanne (Abies delavayi) untergeordnet. Weitere Synonyme sind Abies spectabilis var. densa (Griff.) Silba und Abies fordei Rushforth.

## Nutzung
In ihrem Verbreitungsgebiet wird Abies densa häufig zur Holzgewinnung geschlagen. Das Holz findet unter anderem Verwendung beim Gebäudebau. Nur selten wird die Art als Zierbaum gepflanzt.

## Gefährdung und Schutz
Abies densa wird in der Roten Liste der IUCN als „nicht gefährdet“ geführt. Es wird jedoch darauf hingewiesen, dass eine neuerliche Überprüfung der Gefährdung nötig ist.